# 7541 Nieuwenhuis
7541 Nieuwenhuis este un asteroid din centura principală, descoperit pe 16 octombrie 1977, de Cornelis van Houten, Ingrid van Houten și Tom Gehrels.